# Yesomi Umolu
Yesomi Umolu (née en 1983 ou 1984) est une curatrice d'art contemporain britannique. Elle exerce également en tant que conservatrice dans des musées et galeries d'art contemporain.
Après avoir gravi les échelons au sein du Walker Art Center, puis au Eli and Edythe Broad Art Museum de l'Université d'État du Michigan et au Logan Center for the Arts de l'Université de Chicago, elle devient directrice artistique de la Fondation Graham de la Biennale d'architecture de Chicago en 2019. Depuis 2020, elle est directrice curatoriale des Serpentine Galleries.
Yesomi Umolu écrit pour de nombreux médias américains comme Art in America et Artforum. Dans ses articles, elle aborde les thématiques du manque de diversité et du racisme systémique dans les musées.

## Enfance et études
Originaire de Lagos (Nigéria) d'une mère née au Royaume-Uni et enseignante en anglais et d'un père fonctionnaire, Yesomi Umolu emménage à Londres à l'âge de dix ans. Elle y découvre les musées d'art moderne et d'art contemporain en rejoignant différents groupes d'études de l'art au sein de la Tate Modern.
Passionnée par l'architecture, elle obtient en 2006, une maîtrise en conception architecturale de l'Université d'Édimbourg. Quelques années plus tard, elle se spécialise dans la conservation des œuvres d'art. En 2010, elle décroche la maîtrise en conservation de l'art contemporain du Royal College of Art.

## Parcours professionnel
Tout juste diplômée, Yesomi Umolu rejoint la Tate Modern pour concevoir des programmes destinés aux jeunes adultes comme la conférence : The Self avec l'écrivain britannique Tom McCarthy. Elle exerce, par la suite, à  la biennale européenne d'art contemporain Manifesta 8 et à la Serpentine Gallery. En 2012, elle rejoint le Walker Art Center de Minneapolis, pour lequel elle organise la première exposition pour les artistes Karen Mirza et Brad Butler, intitulée The Museum of Non Participation: The New Deal.
Elle rejoint ensuite le Eli and Edythe Broad Art Museum de l'Université d'État du Michigan en tant que conservatrice adjointe, elle y organise des événements axés sur l'art contemporain mondial.
En 2014, elle met en place la première exposition américaine consacrée à l'artiste britannique John Akomfrah. D'autres expositions viennent ensuite : Focus : Pao Houa Her (2015), The Land Grant : Forest Law (2014) et Revelations : Examining Democracy (2013).
Pour le projet : Material Effects, elle expose le travail de six artistes de différents pays d'Afrique de l'Ouest ,.
L'Université de Chicago nomme, en 2015, Yesomi Umolu commissaire des expositions du Logan Center for the Arts. En parallèle, elle donne des cours sur l'art visuel contemporain aux étudiants de l'université. En 2016 elle reçoit une bourse de recherche de la Fondation Andy Warhol pour les arts visuels,.
En 2018, son exposition Candice Lin : A Hard White Body, a Porous Slip, organisée avec Katja Rivera, est nommée l'une des 20 meilleures expositions américaines de l'année par Hyperallergic.
En 2019, alors directrice artistique de la Biennale d'architecture de Chicago, Yesomi Umolu supervise l'édition annuelle conjointement avec la commissaire Sepake Angiama, et l'architecte et universitaire brésilien Paulo Tavares. Cette édition s'intitule … and other such stories  et présente les œuvres de plus de quatre-vingts collectifs et entreprises de Chicago.
Architectural Record relate que la programmation de la biennale relève une plus grande intégration des expositions dans la ville par rapport aux biennales précédentes.
Yesomi Umolu est nommée directrice des affaires curatoriales et de la pratique publique des Serpentine Galleries à Londres en 2020. Ses responsabilités à ce poste incluent l'amélioration de l'inclusivité et de l'accessibilité de la programmation de la Serpentine.

## Publications
Yesomi Umolu écrit pour de nombreuses revues, notamment Art in America et Afterimage,. Les thématiques qu'elle aborde sont principalement liées à la diversité et au racisme structurel dans les musées.
En juin 2020, Yesomi Umolu poste sur Instagram un article intitulé 14 points on the Limits of Knowledge and Care sur le lien historique entre les musées et leur démarche colonialiste dans la pratique de collecte. Elle écrit également un éditorial sur le même sujet pour Artnet News,.